# Nitrobenzen
Nitrobenzen là một hợp chất hữu cơ với công thức hóa học C6H5NO2. Nitrobenzen là chất dầu màu vàng nhạt không tan trong nước với mùi giống hạnh đào. Khi ở thể rắn, chất này tạo thành tinh thể có màu vàng-xanh lá cây. Nitrobenzen được sản xuất với quy mô lớn từ tiền chất benzen, đến lượt nó lại là tiền chất để sản xuất anilin. Trong phòng thí nghiệm, đôi khi nó được sử dụng như một dung môi, chủ yếu cho các chất ái điện tử.

## Sản xuất
Nitrobenzen được điều chế với quá trình nitrat hóa benzen với hỗn hợp axit sulfuricđặc, nước, và axit nitric. Hỗn hợp này đôi khi được gọi là "acid hỗn hợp." Việc sản xuất nitrobenzen là một trong những quá trình nguy hiểm nhất được tiến hành trong ngành công nghiệp hoá chất vì khả năng tỏa nhiệt của phản ứng  (ΔH = −117 kJ/mol).
Sản lượng nitrobenzen toàn cầu trong năm 1985 vào khoảng 1.7×106 tấn.

### Cơ chế nitrat hóa
Quá trình nitrat hóa liên quan đến sự hình thành ion nitronium (NO2+), tiếp theo là một phản ứng  thế thơm ái điện tử của nó với benzen. Ion nitronium được tạo ra tại chỗ với phản ứng của axit nitric và một chất khử nước có tính axit, điển hình là axit sulfuric:
HNO3 + H+ ⇌ NO2+ + H2O

## Ứng dụng
Khoảng 97% sản lượng nitrobenzen được dùng làm tiền chất để sản xuất anilin, chất này lại dùng làm tiền chất để sản xuất các hóa chất xử lý cao su, thuốc trừ sâu, thuốc nhuộm (chủ yếu loại thuốc nhuộm azo), thuốc nổ, và dược phẩm.